# Thais curlingteam (gemengddubbel)
Het Thaise curlingteam vertegenwoordigt Thailand in internationale curlingwedstrijden.

## Geschiedenis
Thailand maakte zijn debuut op het internationale curlingtoneel in 2025 tijdens de Aziatische Winterspelen in het Chinese Harbin. Het land kon in de groepsfase twee wedstrijden winnen, maar wist zich niet te plaatsen voor de eindfase. Thailand eindigde uiteindelijk op de achtste plaats op twaalf deelnemers.
Australië · België · Brazilië · Bulgarije · Canada · China · Chinees Taipei · Denemarken · Duitsland · Engeland · Estland · Filipijnen · Finland · Frankrijk · Griekenland · Groot-Brittannië · Guyana · Hongarije · Hongkong · Ierland · India · Israël · Italië · Jamaica · Japan · Kazachstan · Kirgizië · Koeweit · Kosovo · Kroatië · Letland · Litouwen · Luxemburg · Mexico · Mongolië · Nederland · Nieuw-Zeeland · Nigeria · Noorwegen · Oekraïne · Oostenrijk · Polen · Portugal · Puerto Rico · Qatar · Roemenië · Rusland · Saoedi-Arabië · Schotland · Servië · Slovenië · Slowakije · Spanje · Thailand · Tsjechië · Turkije · Verenigde Staten · Wales · Wit-Rusland · Zuid-Korea · Zweden · Zwitserland